# 平规
平規（？—396年），五胡十六国時代後燕官员。燕郡薊县人。
384年正月，平規与兄长平幼、平睿率领数万精兵，与燕王慕容垂一起攻打邺城。被任命为宁朔将军。七月，前秦幽州刺史王永、平州刺史苻沖进攻。慕容垂派遣平規迎击，王永派遣昌黎郡太守宋敞在范阳交战。平規击败宋敞，進軍蓟南。八月，公孫希率领三千骑兵救援王永。平規在蓟南被公孙希击败。
385年正月，平規与带方王慕容佐一起攻打薊县，多次击败王永军。就任带方郡太守。二月，王永命宋敞火烧薊县，率兵三万，逃至壶关，平規等进入薊县。七月，建節将軍余岩反燕。慕容垂派使者指示平規要集中精力防守，不要出战。然而，平規出战，被余岩击败。平規被任命为征東将军。
393年十一月，慕容垂皇帝討伐西燕，平規攻打西燕镇东将军段平所守的沙亭。394年五月，后燕军到达台壁，西燕太尉慕容大逸豆归前去救援。平規迎击，击败了慕容大逸豆归。八月，西燕皇帝慕容永向东晋求援，派太子慕容亮为人质。平規追击，在高都擒获慕容亮。
396年正月，慕容垂命平規从冀州进军，讨伐北魏。二月，平規纠集博陵郡、武邑郡、长乐郡三郡的士兵，在魯口发动了对後燕的叛乱。他的从子冀州刺史平喜劝告他不要造反，但平規不听。其弟海陽县令平翰在辽西起兵响应。慕容垂派镇东将军余嵩出击，为平規所败，战死。
慕容垂亲自前往魯口攻打平規。平規放弃大军带着妻儿、平喜等数十人逃亡，慕容垂则撤兵。平翰撤至龙城，被清河公慕容会派的东阳公慕容根等人击败，逃往山南。六月，平規集兵高唐。新即位的皇帝慕容宝命高阳王慕容隆讨伐平規。慕容隆深受百姓爱戴，夹道欢迎。七月，因慕容隆进军，平規弃高唐而逃。慕容隆命建威将军慕容进等人追击。平規在济北阵亡，平喜逃至彭城。